# Florian Flick
Florian Flick, né le 1er mai 2000 à Mannheim, est un footballeur allemand qui joue au poste de milieu de terrain à FC Nuremberg.

## Biographie

### En club
Florian Flick naît à Mannheim dans le Bade-Wurtemberg. Il commence à jouer au football dans des petits clubs en périphérie de sa ville natale avant de rejoindre le Waldhof Mannheim en 2014.
Le 23 juillet 2020, il s'engage avec Schalke 04 en Bundesliga.

### En sélection
Le 27 mai 2022, il est appelé pour la première fois par le sélectionneur de l'équipe d'Allemagne espoirs Antonio Di Salvo pour disputer des rencontres éliminatoires du Championnat d'Europe espoirs 2023 face à la  Hongrie et la Pologne.

## Statistiques
| Saison                | Club                  | Championnat           | Championnat | Championnat | Championnat | Coupe(s) nationale(s) | Coupe(s) nationale(s) | Coupe(s) nationale(s) | Compétition(s) continentale(s) | Compétition(s) continentale(s) | Compétition(s) continentale(s) | Compétition(s) continentale(s) | Total | Total | Total |
| Saison                | Club                  | Division              | M.          | B.          | P.d.        | M.                    | B.                    | P.d.                  | Comp.                          | M.                             | B.                             | P.d.                           | M.    | B.    | P.d.  |
| 2018-2019             | Waldhof Mannheim      | Regionalliga Südwest  | 3           | 0           | 0           | -                     | -                     | -                     | -                              | -                              | -                              | -                              | 3     | 0     | 0     |
| 2019-2020             | Waldhof Mannheim      | 3. Liga               | 13          | 1           | 0           | 3                     | 0                     | 0                     | -                              | -                              | -                              | -                              | 16    | 1     | 0     |
| Sous-total            | Sous-total            | Sous-total            | 16          | 1           | 0           | 3                     | 0                     | 0                     | -                              | 0                              | 0                              | 0                              | 19    | 1     | 0     |
| 2020-2021             | Schalke 04            | Bundesliga            | 4           | 1           | 0           | -                     | -                     | -                     | -                              | -                              | -                              | -                              | 4     | 1     | 0     |
| 2021-2022             | Schalke 04            | 2. Bundesliga         | 27          | 0           | 1           | 1                     | 0                     | 0                     | -                              | -                              | -                              | -                              | 28    | 0     | 1     |
| 2022-2023             | Schalke 04            | Bundesliga            | 8           | 0           | 0           | 2                     | 0                     | 0                     | -                              | -                              | -                              | -                              | 10    | 0     | 0     |
| Sous-total            | Sous-total            | Sous-total            | 39          | 1           | 1           | 3                     | 0                     | 0                     | -                              | 0                              | 0                              | 0                              | 42    | 1     | 1     |
| 2022-2023             | FC Nuremberg (prêt)   | 2. Bundesliga         | 16          | 0           | 0           | 1                     | 0                     | 0                     | -                              | -                              | -                              | -                              | 17    | 0     | 0     |
| 2023-2024             | FC Nuremberg          | 2. Bundesliga         | 11          | 1           | 0           | 1                     | 0                     | 0                     | -                              | -                              | -                              | -                              | 12    | 1     | 0     |
| Sous-total            | Sous-total            | Sous-total            | 27          | 1           | 0           | 2                     | 0                     | 0                     | -                              | 0                              | 0                              | 0                              | 29    | 1     | 0     |
| Total sur la carrière | Total sur la carrière | Total sur la carrière | 82          | 3           | 1           | 8                     | 0                     | 0                     | -                              | 0                              | 0                              | 0                              | 90    | 3     | 1     |